# 深沢吉平

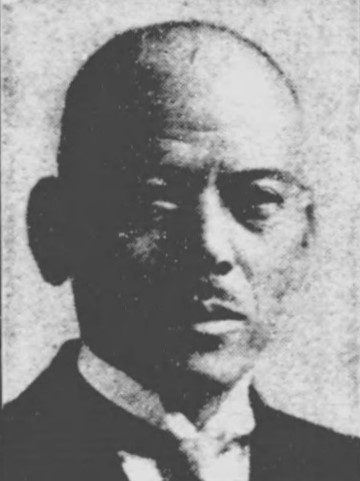
深沢吉平

深沢 吉平（深澤 吉平、ふかさわ きちへい / ふかざわ きっぺい、1885年（明治18年）8月15日 - 1957年（昭和32年）12月15日）は、日本の篤農家、政治家。衆議院議員、北海道空知郡音江村長、同郡北村長。酪農の先覚者。

## 経歴
山梨県中巨摩郡南湖村（現南アルプス市）で深沢龍平の長男として生まれる。1903年、深沢家は財産を処分し一家を挙げて北海道音江村（現深川市）に入植した。
その後、請われて戸長役場に就職し、音江村長、北村長を務めた。産業組合の普及に尽力し、音江信用購買販売組合長、音江村農会長、北海道酪農販売組合連合会理事、北海道信用購買販売利用組合連合会理事、北海道興農公社社長などを務めた。
政界では、北海道会議員、同参事会員、小作調停委員、債権債務調停委員などを歴任。1936年2月、第19回衆議院議員総選挙において北海道第四区で立憲民政党所属で出馬し当選したが、1937年2月18日、大審院において札幌控訴院で宣告された当選無効訴訟が確定し退職した。1937年4月の第20回総選挙に出馬し落選したが、南条徳男の失職に伴い1938年3月に繰上当選となる。1942年4月の第21回総選挙でも当選し、衆議院議員を三期務めた。戦後は、公職追放となる。
北海道庁嘱託としてデンマークなどを視察し、北海道の酪農の普及に尽力した。

## 人物
二宮尊徳、内村鑑三の影響を受け、三愛主義（天、人、土を愛する）を人々に説いた。

## 伝記
- 岡本昌訓『深沢吉平の生涯』深沢吉平伝刊行会、1964年。